# Geoposicionamiento

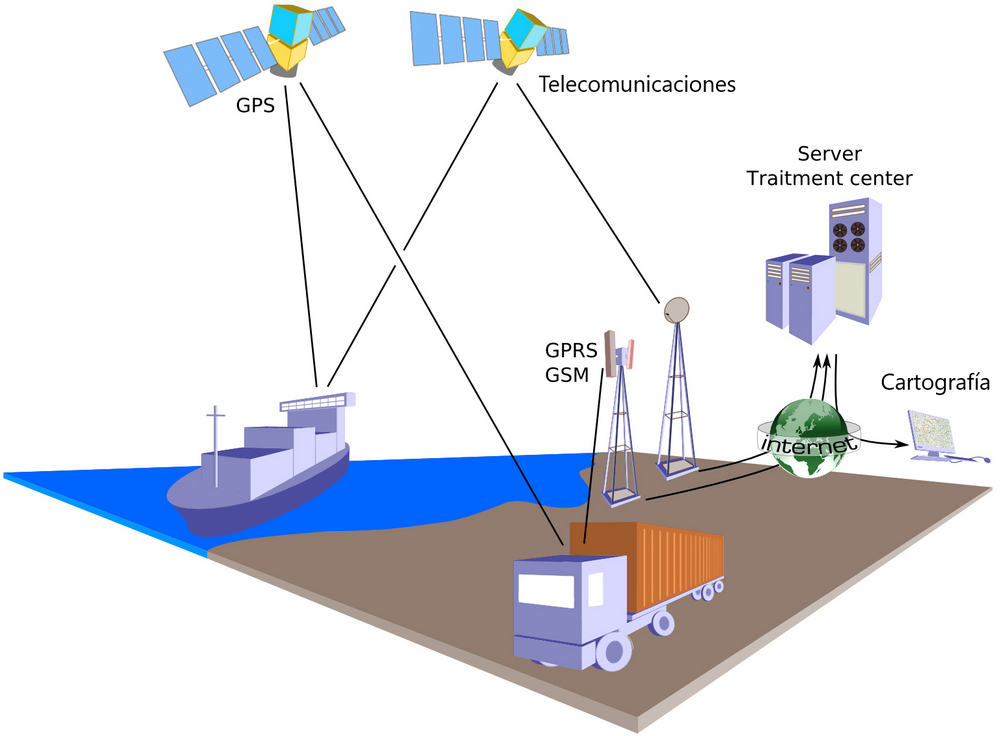
Principios de la geolocalización mediante GPS

El geoposicionamiento, también conocido como seguimiento geográfico, geolocalización, o fijación de posición geográfica es el proceso de determinar o estimar la posición geográfica de un objeto.
La palabra geoposicionamiento se refiere a ubicar una persona, o una cosa, sobre la superficie terrestre, generalmente especificando la latitud y longitud de la misma. Para objetos móviles se incluye también el tiempo de modo que la posición quede completamente determinada como función del tiempo.
El geoposicionamiento produce un conjunto de coordenadas geográficas (como latitud y longitud) en un datum de mapa dado; las posiciones también se pueden expresar como rumbo y rango desde un punto de referencia conocido.
A su vez, las posiciones pueden determinar una ubicación significativa, como la dirección de una calle.
Los casos concretos incluyen: seguimiento geográfico de animales , el proceso de inferir la ubicación de animales; sistemas de posicionamiento, los mecanismos para la determinación de posiciones geográficas en general; geolocalización de internet, geolocalización de un dispositivo conectado a internet; y el seguimiento de celulares inteligentes .

## Fundamentos
El geoposicionamiento utiliza varios métodos visuales y electrónicos que incluyen líneas de posición y círculos de posición, navegación celeste, radionavegación, y el uso de sistemas de navegación por satélite.
El cálculo requiere medidas u observaciones de distancias o ángulos a puntos de referencia cuyas posiciones son conocidas. En levantamientos 2D, las observaciones de tres puntos de referencia son suficientes para determinar una posición en un plano bidimensional. En la práctica, las observaciones están sujetas a errores resultantes de diversos factores físicos y atmosféricos que influyen en la medición de distancias y ángulos. 
Un ejemplo práctico de cómo obtener una posición fija sería que un barco tomara medidas de rumbo en tres faros colocados a lo largo de la costa. Estas mediciones se pueden realizar visualmente con una brújula con orientación manual, o en condiciones de poca visibilidad, electrónicamente mediante un radar o radiogoniometría. Dado que todas las observaciones físicas están sujetas a errores, la corrección de posición resultante también está sujeta a inexactitudes. Aunque en teoría dos líneas de posición (LOP) son suficientes para definir un punto, en la práctica 'cruzar' más LOPs proporciona mayor precisión y confianza, especialmente si las líneas se cruzan en un buen ángulo entre sí. Tres LOPs se consideran el mínimo para una solución de navegación práctica. Tres LOPs, al ser se dibujados en un gráfico, en general formarán un triángulo, conocido como 'sombrero de tres picos'. El navegante tendrá más confianza en una posición fija que está formada por un pequeño sombrero de tres puntas con ángulos cercanos a los de un triángulo equilátero. El área de duda que rodea a una posición fija se denomina elipse de error. Para minimizar el error, los sistemas de navegación electrónica generalmente usan más de tres puntos de referencia para calcular una posición fija para aumentar la redundancia de dato. A medida que se agregan más puntos de referencia redundantes, la posición fija se vuelve más precisa y el área de la elipse de error resultante disminuye.
El proceso de combinar observaciones múltiples para calcular una posición fija es equivalente a solucionar un sistema de ecuaciones lineales. Los sistemas de navegación utilizan algoritmos de regresión como mínimo cuadrados para calcular una posición fija en el espacio 3D. Esto se hace más comúnmente combinando mediciones de distancia a 4 o más satélites de GPS, que orbitan la Tierra a lo largo de trayectorias conocidas.

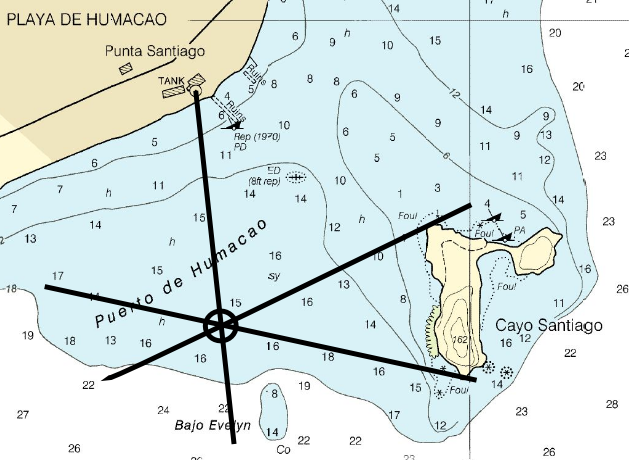
Fijación visual por tres rumbos trazados en un gráfico náutico

El resultado de la fijación de la posición se denomina posición fija (PF), o sencillamente fija, una posición derivada de medir en relación con puntos de referencia externa.
En navegación náutica, se usan generalmente técnicas manuales o visuales, como el uso de líneas de posición visuales o de radio que se cruzan, en lugar del uso de métodos electrónicos más automatizados y precisos como el GPS; en la aviación, el uso de ayudas electrónicas a la navegación es más común. Se puede hacer una corrección visual utilizando cualquier dispositivo de observación con un indicador de rumbo. Para ello se visualizan dos o más objetos de posición conocida y se registran los rumbos. Posteriormente, las líneas de rumbo se trazan en un gráfico a través de las ubicaciones de los elementos vistos. La intersección de estas líneas es la posición actual del barco.
Por lo general, una posición fijada es donde dos o más líneas de posición se cruzan en un momento dado. Si se pueden obtener tres líneas de posición, el "sombrero de tres puntas" resultante, donde las tres líneas no se cruzan en el mismo punto, sino que crean un triángulo, le da al navegador una indicación de la precisión, siendo las correcciones más precisas las que se producen cuando las líneas de posición son perpendiculares entre sí.
Las correcciones son un aspecto necesario de la navegación estimada, que se basa en estimaciones de velocidad y rumbo. La posición fijada confirma la posición real durante un viaje. Una corrección puede introducir imprecisiones si el punto de referencia no se identifica correctamente o se mide de forma incorrecta.